# Спеціальна воєнна операція

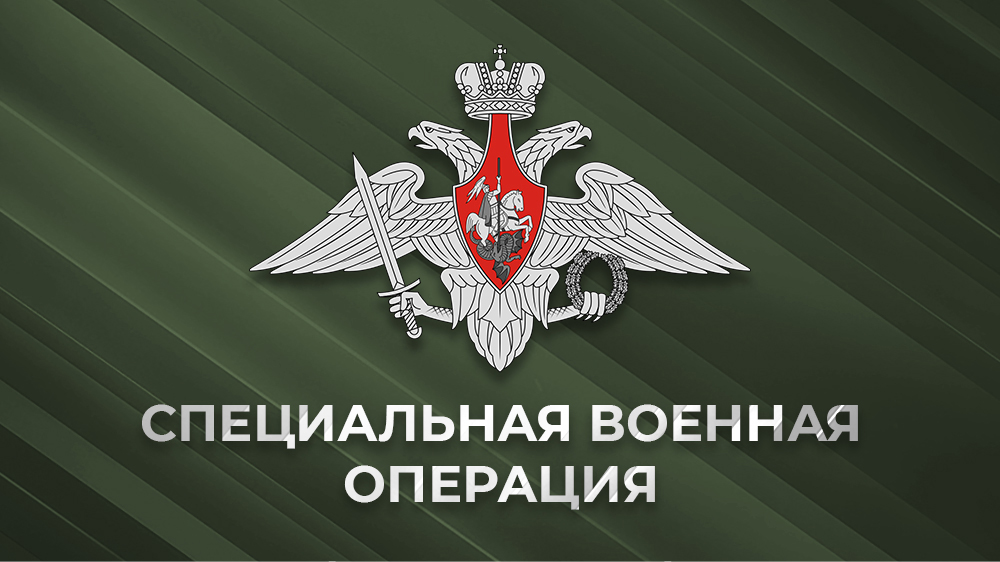
Банер Міноборони Росії з використанням терміна «спеціальна воєнна операція»

«Спеціа́льна воє́нна опера́ція» (рос. Специа́льная вое́нная опера́ция; також «спецопера́ція» (рос. спецопера́ция); скор. «СВО») — пропагандистський евфемізм, запроваджений керівництвом Росії і вживаний проросійськими джерелами для опису вторгнення Росії в Україну з 2022 року. Термін несе у собі ідеологічні елементи, схожі з дводумством.

## Передумови виникнення
Використання евфемізмів для опису військових дій було поширене в СРСР та в Росії до вторгнення в Україну. Прикладами є:
- Радянське вторгнення до Польщі[6] 1939 року («визвольний похід РККА»)[6] —  згодом де-юре «бойові дії при возз'єднанні СРСР, Західної України та Західної Білорусі»[7];
- Вторгнення до Чехословаччини 1968 року («дружня допомога братському народу Чехословаччини»)[8] — де-юре операція станом на 2024 рік не розглядається як бойові дії[7][9];
- Афганська війна 1979—1989 років («введення обмеженого контингенту радянських військ в Афганістан»)[8] — згодом де-юре «бойові дії в Афганістані»[7];
- Перша чеченська війна (1994—1996) («операція з відновлення конституційного порядку в Чечні»)[4] — де-юре бойові дії та, згодом, «збройний конфлікт у Чеченській Республіці й на прилеглих до неї територіях Російської Федерації, віднесених до зони конфлікту»[7];
- Друга чеченська війна (1999—2009)[4] — де-юре бойові дії — початкова частина «контртерористичних операцій на території Північно-Кавказького регіону»[7];
- Російсько-грузинська війна 2008 року («спеціальна операція з примусу до миру»)[4] [8] — де-юре бойові дії — «забезпечення безпеки та захист громадян Російської Федерації, які проживають на територіях Республіки Південна Осетія та Республіки Абхазія»[7].

Використання евфемізму «спеціальна воєнна операція» є прикладом сучасної російської новомови, частиною якого є формування альтернативного уявлення про менш небезпечне відображення дійсності шляхом пом'якшення формулювань в офіційних повідомленнях та в засобах масової інформації. Крім терміна «СВО» у словнику російської влади для опису подій під час вторгнення на Україну були й інші евфемізми: вибухи на території Росії називалися «хлопками» або «гучними звуками», відступ або навіть втеча російської армії могла називатися «плановим перегрупуванням військ» або «жестом доброї волі» (як у випадку з островом Зміїний), а вираз «високоточні удари» використовувалося Міноборони Росії для опису жорстоких атак на інфраструктурні об'єкти України, такі як торгові центри, багатоповерхові будинки, вокзали, лікарні.
Практика використання евфемізмів поширена в інших країнах. Наприклад, президент США Ліндон Джонсон назвав зростаючу участь у війні у В'єтнамі «обмеженими військовими діями», а вторгнення США до Афганістану у 2001 році було названо Джорджем Бушем «операцією “Нескорена свобода”».
Протягом 2011—2022 років Росія впала у рейтингу свободи преси зі 142 на 155 місце, що свідчило про значний державний контроль за засобами масової інформації.

## Значення
Буквально «спеціальна воєнна операція» є військовим терміном, що означає вирішення локальних військово-політичних завдань малими силами професійних спеціальних підрозділів. У російській військовій термінології відсутнє загальноприйняте чи формальне визначення терміна.
Використання терміна в контексті вторгнення в Україну призводить до спотворення сприйняття подій. Крім применшення масштабу війни, виникає ефект «подвійної мови» (англ. doublespeak), схожий за своєю суттю з дводумством, описаним Джорджем Оруеллом у романі «1984», і полягає у використанні неоднозначностей для навмисного приховування істинного сенсу. Доцент Гронінгенського університету Костянтин Горобець зазначає, що, на відміну від «війни», термін «спеціальна воєнна операція» представляє Україну як колонію Росії, не передбачає рівноправності, використовує «мову поліційної діяльності». На думку дослідника, наратив терміна є імперіалістичним через те, що він припускає, що російське керівництво технічно визнає незалежність і самобутність України, але розглядає її як неспроможну державу, і відколоту власність Росії. Таким чином, термін, пише Горобець, означає, що російська армія не «атакує» суверенну державу, а проводить «операцію» в межах російських територій .
Російські військові теоретики Володимир Квачков та Віктор Литвиненко висловили думку, що «спеціальна воєнна операція» відрізняється від «війни» підходом до застосування військової сили — для досягнення стратегічних цілей необхідне проведення єдиної загальновійськової операції замість кількох. Аналітик в Офісі закордонних військових досліджень у Форт Лівенворті Чарльз Бартлз і старший науковий співробітник Джеймстаунського Фонду Роджер МакДермотт вважають, що таке трактування терміна в російських військових колах свідчить не про применшення відповідальності Росії за агресію, а про оцінку військових дій у російській системі. Таким чином, «спеціальна воєнна операція» у російському розумінні коштує нижче за «війну», що виражається у проведенні великої, але короткострокової військової кампанії. На думку Бартлза і МакДермотта, ця відмінність дає уявлення про те, яким чином російське керівництво в контексті конфлікту «червоні лінії», «перемоги» і «поразки», при цьому слова Квачкова і Литвиненка свідчать про визнання провалу «спецоперації» і переходу конфлікту в стадію повноцінної війни навіть за російськими мірками, а використання евфемізму зберігається лише з політичних спонукань.

## Використання
У російській пропаганді термін «спеціальна воєнна операція» є головним позначенням агресії проти України та використовується для заміни визначення «війна», вживання якого російська влада та державні ЗМІ ретельно уникали. 24 лютого 2022 року, через 6 годин після початку вторгнення російських військ на Україну, російський уряд посилив цензуру, офіційно вимагаючи від ЗМІ користуватися виключно матеріалами, що надаються російськими державними джерелами. Надалі під тиском влади багато організацій покинули країну, або були закриті. Російська влада заблокувала доступ до ряду інтернет-ресурсів, які відмовилися дотримуватися вимог.
На початку листопада 2022 «правило» вперше було порушено телеведучим Володимиром Соловйовим під час радіопередачі; надалі «війною» події в Україні публічно називали Володимир Путін, Сергій Лавров, Маргарита Симоньян та Дмитро Пєсков.
Використання терміна «війна» в контексті вторгнення на Україну замість евфемізму може призвести до переслідування з боку російської влади на підставі «закону про фейки», прийнятого 4 березня 2022 року, оскільки «війна» не відповідає офіційній позиції Росії, у зв'язку з чим, згідно із законом, є дезінформацією.
Російська влада та ЗМІ намагаються уникати терміна «війна» в контексті України, однак, все одно використовують його у виразах на кшталт «газової війни» або «інформаційної війни». Крім цього, «війна» вільно використовується в контексті опису відносин Росії із Західним світом.
Евфемізм використаний у медалях Міноборони Росії та Росгвардії.
Термін «спеціальна воєнна операція» також широко використовується в українських ЗМІ, але пишеться в лапках.

### У розмовній мові
Соціальний антрополог Олександра Архіпова зазначила, що станом на вересень 2022 року замість «спецоперації» найчастіше використовується абревіатура «СВО». На думку Архипової, це пов'язано з незручною в мові довжиною повного терміна та приховуванням суті терміна в абревіатурі.

## У культурі
Через свою природу як явного евфемізму термін став інтернет-мемом, що висміює російську пропаганду. За підсумками 2022 евфемізм переміг у номінації «Вираз року» незалежного російського конкурсу «Слово року».